# State Street Corporation

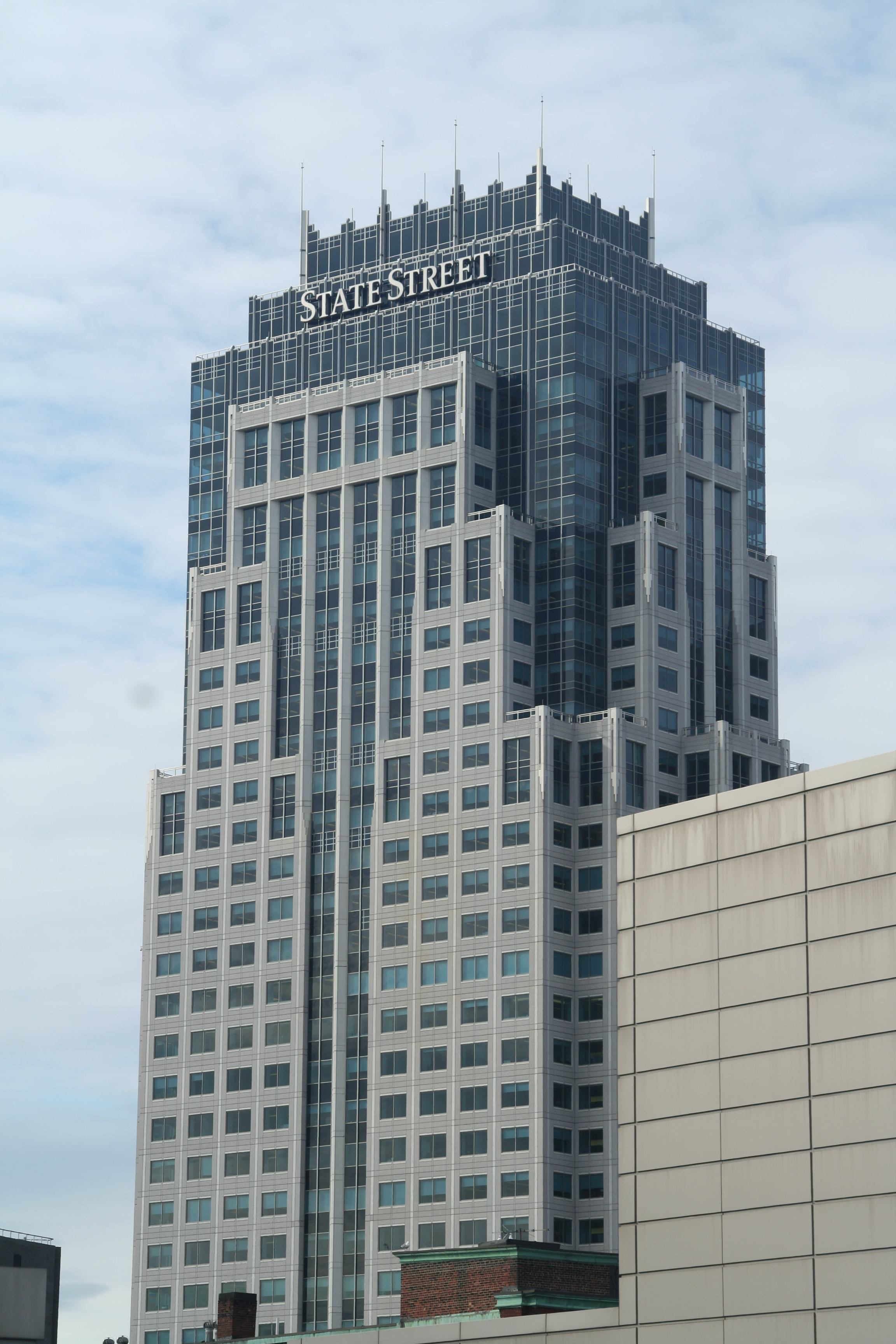
One Lincoln Street, sede da empresa, em Boston, Massachusetts (2006)

A State Street Corporation é uma empresa americana serviços financeiros e de holding sediada em One Lincoln Street, em Boston, Massachusetts, com operações em todo o mundo. É o segundo banco dos Estados Unidos na lista de bancos antigos ainda em operação; seu antecessor, o Union Bank, foi fundado em 1792. A State Street ocupa a 15.ª posição na lista dos maiores bancos dos Estados Unidos em ativos. É uma das maiores empresas de gestão de ativos do mundo, com 2,511 trilhões de dólares sob administração e 31,62 trilhões de dólares sob custódia e administração. É o segundo maior banco depositário do mundo.
A empresa está classificada em 247.º na lista Fortune 500 a partir de 2019. A empresa está na lista dos bancos que são grandes demais para falir, publicados pelo Conselho de Estabilidade Financeira.
A empresa recebeu o nome de State Street, em Boston, que era conhecida como a "Grande Rua do Mar" no século 18, quando Boston se tornou uma capital marítima florescente. O logotipo da empresa inclui um clipper para refletir o setor marítimo de Boston durante esse período.

## Operações atuais

### Serviços de investimento: State Street Global Services
A State Street Bank and Trust Company, também conhecida como Global Services, é a divisão de serviços de investimentos da State Street. Ele fornece aos proprietários e gerentes de ativos serviços bancários de custódia (custódia, ações corporativas), contabilidade de fundos (preços e avaliação) e serviços de administração (relatórios financeiros, fiscais, de conformidade e legais). A Global Services lida com ativos de várias classes, incluindo ações, derivativos, fundos negociados em bolsa, ativos de renda fixa, private equity e imóveis. A State Street administra 40% dos ativos sob administração no mercado de fundos de investimento dos EUA. A Global Services também fornece terceirização de atividades operacionais e lida com 10,2 trilhões de dólares em ativos de escritório intermediário.

### Gerenciamento de investimentos: State Street Global Advisors
A State Street Global Advisors data de 1978. Ela fornece gestão de ativos, gestão de investimentos, pesquisa e serviços de consultoria a empresas, fundos mútuos, companhias de seguros e outros investidores institucionais . A Global Advisors desenvolve estratégias de gestão passiva e ativa usando abordagens quantitativas e fundamentais.

#### Inovação SPDR de 1993
Em 1993, a empresa criou o SPDR S&P 500 Trust ETF, o primeiro fundo de negociação em bolsa (ETF), e agora é um dos maiores fornecedores de ETF do mundo.

### State Street Global Markets
Global Markets é o negócio de valores mobiliários da State Street. Oferece serviços de pesquisa, negociação e empréstimo de valores mobiliários para câmbio, ações, renda fixa e derivativos . Para evitar um conflito de interesses, a empresa não administra livros de negociação proprietários, exceto em câmbio. A Global Markets mantém mesas de operações em Boston, Londres, Sydney, Toronto e Tóquio.

## História
A empresa tem suas raízes no Union Bank, que recebeu uma carta em 1792 do governador de Massachusetts John Hancock. Era o terceiro banco a ser fundado em Boston e seu escritório ficava na esquina das ruas State e Exchange. Em 1865, o Union Bank recebeu uma carta nacional e se tornou o National Union Bank of Boston. Mais tarde, o banco construiu uma sede nas ruas de Washington e do Estado.
A State Street Deposit & Trust Co foi aberta em 1891. Tornou-se a custódia do primeiro fundo mútuo dos EUA em 1924, o Massachusetts Investors Trust (agora MFS Investment Management).

### Século XX
A State Street e a National Union se fundiram em 1925. O banco mesclado adotou o nome State Street, mas a National Union era a sobrevivente nominal e operava sob o estatuto da National Union, dando à entidade atual a sua classificação entre os bancos mais antigos do país. Estados Unidos.
A empresa fundiu-se com o Second National Bank em 1955 e com o Rockland-Atlas National Bank em 1961.
Em 1966, a empresa concluiu a construção do State Street Bank Building, um novo edifício sede, a primeira torre de escritórios no centro de Boston.
Em 1972, a empresa abriu seu primeiro escritório internacional em Munique.
Em 1973, como uma joint venture 50/50 com a DST Systems, a empresa formou a Boston Financial Data Services, fornecedora de manutenção de registros de acionistas, serviços de intermediários e investidores e conformidade regulamentar. Mais de 100 funcionários principais da IBM foram contratados pela State Street, que começou a implementar os sistemas de computadores mainframe da IBM.
Em 1975, William Edgerly se tornou presidente e diretor executivo do banco e mudou a estratégia da empresa de banco comercial para investimentos e processamento de valores mobiliários.
Durante as décadas de 1980 e 1990, a empresa abriu escritórios em Montreal, Toronto, Dublin, Londres, Paris, Dubai, Sydney, Wellington, Hong Kong e Tóquio.
Em 1992, a maior parte da receita da State Street vinha de taxas pela manutenção de títulos, liquidação de negócios, manutenção de registros e contabilidade. Em 1994, a empresa formou a State Street Global Advisors, uma empresa global de gerenciamento de ativos.
Em 1999, vendeu seus negócios de banco comercial e de varejo para o Citizens Financial Group.
Em 2005, a State Street marcou dez anos desde a aquisição de 1995 da Investors Fiduciary Trust de Cidade de Kansas por 162 milhões de dólares da DST Systems e da Kemper Financial Services. Bank of New York adquiriu o negócio de serviços de investimento em investimento da Investors Fiduciary Trust Co., Kansas City, Mo.

### Século XXI
Em 1990, o State Street Bank Luxembourg foi fundado e, desde 2018, é o maior player do setor de fundos do país em ativos.
Em 2003,
- a empresa adquiriu a divisão de serviços de valores mobiliários do Deutsche Bank por 1,5 bilhão de dólares.[18] A empresa também vendeu seu negócio de confiança corporativa para o U.S. Bancorp por 725 milhões de dólares.[19]
- A State Street vendeu seu negócio de gerenciamento de ativos privados para a US Trust.[20]

Em julho de 2007, a empresa adquiriu o Investors Bank & Trust por 4,5 bilhões de dólares.
Em outubro de 2008, o Departamento do Tesouro dos Estados Unidos investiu dois bilhões de dólares na empresa como parte do Troubled Asset Relief Program e, em julho de 2009, a empresa se tornou a primeira grande empresa financeira a reembolsar o Tesouro.
Em 2010, a empresa adquiriu a Mourant International Finance Administration. Também adquiriu o grupo de serviços de valores mobiliários da Intesa Sanpaolo por 1,87 bilhão de dólares.
Em dezembro de 2010, a empresa anunciou que reduziria 5% de sua força de trabalho e reduziria efetivamente o salário por hora dos funcionários restantes em 10% por meio do aumento das horas de trabalho padrão.
Em novembro de 2011, a empresa foi nomeada entre os 29 bancos sistêmicos do mundo.
Em 2012, a empresa adquiriu a Goldman Sachs Administration Services, uma administradora de fundos de hedge, por 550 milhões de dólares.
Em novembro de 2014, a empresa vendeu a SSARIS Advisors, sua unidade de fundos de hedge, para a alta administração.
Em 2016,
- A State Street lançou um programa chamado Beacon, focado em cortar custos e melhorar a tecnologia de relatórios.[29] Seu foco principal é excluir a força de trabalho dos EUA para aumentar os lucros superiores a 2,5 bilhões de dólares (valores de 2018)
- a empresa adquiriu o negócio de gerenciamento de ativos da General Electric.[30]

Em 2017, a empresa anunciou que Jay Hooley, diretor executivo da empresa, se aposentaria.
Em 2018, a State Street concluiu a aquisição da Charles River Development, uma fornecedora de software de gerenciamento de investimentos em Burlington, Massachusetts. O acordo foi fechado em 1º de outubro de 2018 a um custo de aproximadamente 2,6 bilhões de dólares, que será financiado pela suspensão das recompras de ações e pela emissão de ações ordinárias e preferenciais. notícias da aquisição levaram a uma queda nas ações da State Street de quase 10%, com os preços das ações permanecendo inalterados desde a compra.
2019: a State Street demitiu 1.500 funcionários adicionais, mesmo depois de superar as medidas de desempenho. A empresa está demitindo sua força de trabalho nos Estados Unidos e congelando todas as operações nos EUA para reforçar sua presença na Índia. A empresa ainda está comprometida com seu objetivo de demitir 8.000 funcionários. Compensar isso aumenta as contratações no exterior, resultando em um ganho líquido de mais de 3 mil empregos.

## Controvérsias

### Fraude no comércio de moeda
Em 2009, a Califórnia alegou, em nome de seus fundos de pensão CalPERS e CalSTRS, que a State Street havia cometido uma fraude em transações de moeda tratadas pelo banco depositário. Em outubro de 2011, dois executivos da State Street Global Markets deixaram a empresa após cobranças pelo preço de uma transação de renda fixa. Em abril de 2016, eles foram acusados pelo Departamento de Justiça dos Estados Unidos.

### Não divulgação de posição vendida
Em 28 de fevereiro de 2012, a State Street Global Advisors assinou um pedido de consentimento com a Divisão de Valores Mobiliários de Massachusetts. A Divisão estava investigando o papel da SSGA como gerente de investimentos de uma obrigação de dívida colateralizada híbrida de 1,65 bilhão de dólares (USD). A investigação resultou em uma multa de cinco milhões de dólares (USD) pela não divulgação de certos investidores iniciais que assumiram uma posição vendida em partes do CDO.

### Reclamações de acionistas
Durante a reunião anual de acionistas de maio de 2012, o presidente e executivo-chefe Jay Hooley foi gritado em várias ocasiões por manifestantes em relação à terceirização e outras queixas.

### Comissões secretas
Em 18 de janeiro de 2017, a State Street concordou em pagar 64,6 milhões de dólares para resolver investigações dos EUA sobre o que os promotores disseram ser um esquema para fraudar seis clientes por meio de comissões secretas de bilhões de dólares em operações.
Em 2018, um ex-funcionário da State Street, foi condenado nos Estados Unidos a seis meses de prisão. outro ex-funcionário em Boston foi condenado nos Estados Unidos a dezoito meses de prisão.

### Estátua demenina sem medo
Em março de 2017, a State Street Global Advisors encomendou uma estátua chamada Fearless Girl por Kristen Visbal e a colocou temporariamente no Financial District, Manhattan, em frente ao ícone de Wall Street, Charging Bull. A estátua é uma propaganda de um fundo de índice que compreende empresas de gênero diverso que têm uma porcentagem maior de mulheres entre sua liderança sênior. Enquanto algumas pessoas consideram isso um incentivo para as mulheres nos negócios, algumas criticaram a estátua como "feminismo corporativo" que violava seus próprios princípios feministas. Em outubro de 2017, a empresa pagou cinco milhões de dólares para concluir uma ação judicial cobrando que pagou a certas mulheres e executivos afro-americanos menos do que seus colegas homens e europeus e americanos.

## Finanças
| Finanças em bilhões de US$ | Finanças em bilhões de US$ | Finanças em bilhões de US$ | Finanças em bilhões de US$ | Finanças em bilhões de US$ | Finanças em bilhões de US$ | Finanças em bilhões de US$ | Finanças em bilhões de US$ | Finanças em bilhões de US$ | Finanças em bilhões de US$ | Finanças em bilhões de US$ | Finanças em bilhões de US$ | Finanças em bilhões de US$ | Finanças em bilhões de US$ | Finanças em bilhões de US$ | Finanças em bilhões de US$ | Finanças em bilhões de US$ | Finanças em bilhões de US$ | Finanças em bilhões de US$ | Finanças em bilhões de US$ |
| Ano                        | 2000                       | 2001                       | 2002                       | 2003                       | 2004                       | 2005                       | 2006                       | 2007                       | 2008                       | 2009                       | 2010                       | 2011                       | 2012                       | 2013                       | 2014                       | 2015                       | 2016                       | 2017                       | 2018                       |
| -------------------------- | -------------------------- | -------------------------- | -------------------------- | -------------------------- | -------------------------- | -------------------------- | -------------------------- | -------------------------- | -------------------------- | -------------------------- | -------------------------- | -------------------------- | -------------------------- | -------------------------- | -------------------------- | -------------------------- | -------------------------- | -------------------------- | -------------------------- |
| Receita                    | 3.577                      | 3.827                      | 4,396                      | 4.734                      | 4.951                      | 5.473                      | 6.311                      | 8.336                      | 10,69                      | 8.640                      | 8,953                      | 9.594                      | 9.649                      | 9,884                      | 10,30                      | 10,36                      | 10,21                      | 11.17                      | 11,98                      |
| Resultado líquido          | 0,595                      | 0,628                      | 1.015                      | 0,722                      | 0,798                      | 0.838                      | 1,106                      | 1,261                      | 1.811                      | -1,881                     | 1,555                      | 1.920                      | 2.061                      | 2.136                      | 2.037                      | 1.980                      | 2,143                      | 2.177                      | 2.599                      |
| Ativos                     | 69,30                      | 69,85                      | 85,79                      | 87,53                      | 94,04                      | 97,97                      | 107,4                      | 142,5                      | 173,6                      | 157,9                      | 160,5                      | 216,8                      | 222,6                      | 243,3                      | 274,1                      | 245,2                      | 242,7                      | 238,4                      | 244,6                      |
| Ativos sob gestão          | 420                        | 667                        | 800                        | 1.000                      | 1.150                      | 1.320                      | 1.610                      | 1.705                      | 1.650                      | 1.830                      | 2.000                      | 2.159                      | 2.190                      | 2.215                      | 2.230                      | 2.245                      | 2.468                      | 2.782                      | 2.511                      |
| Milhares de funcionários   | 17,6                       | 19,75                      | 19,5                       | 19,85                      | 19,67                      | 20,97                      | 21,7                       | 27.11                      | 28,48                      | 27,31                      | 28,67                      | 29,74                      | 29,65                      | 29,43                      | 29,97                      | 32,36                      | 33,78                      | 36,64                      | 40.14                      |

### Arquivos e registros
- Registros do State Street Bank na Harvard Business School.